# Wiktor Boczar

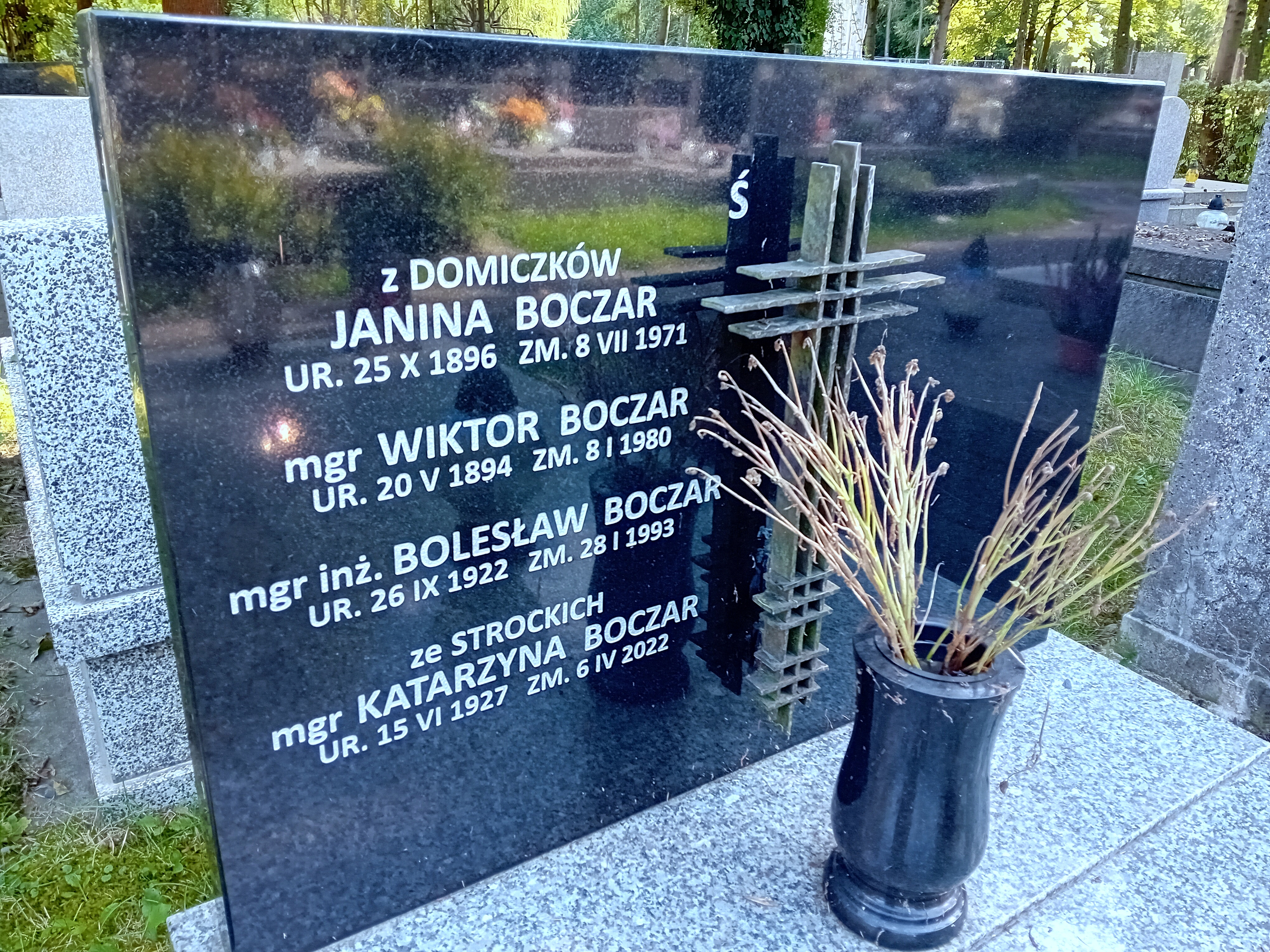
Grobowiec Wiktora Boczara

Wiktor Boczar (ur. 20 maja 1894 w Iwoniczu, zm. 8 stycznia 1980) – polski działacz niepodległościowy, żołnierz, sędzia.

## Życiorys
Urodził się 20 maja 1894 w Iwoniczu jako syn Jana (rolnik) i Karoliny z domu Penar. W 1914 zdał egzamin dojrzałości w C. K. Gimnazjum Męskim w Sanoku (w jego klasie byli m.in. Aleksander Kolasiński, Mieczysław Jus, Stanisław Kosina, Stanisław Kurek, Franciszek Löwy, Tadeusz Piech, Edmund Słuszkiewicz). Podczas nauki szkolnej był członkiem Organizacji Młodzieży Niepodległościowej „Zarzewie” oraz działał w sanockim harcerstwie. Po maturze miał podjąć studia medyczne.
Po wybuchu I wojny światowej służył w szeregach Legionów Polskich od 17 września 1914. Po odzyskaniu przez Polskę niepodległości został przyjęty do Wojska Polskiego.
Ukończył studia prawa na Wydziale Prawa Uniwersytetu Jana Kazimierza we Lwowie. Wstąpił do służby sądowniczej II Rzeczypospolitej. Był aplikantem sądowym we Lwowie, po czym w 1924 został mianowany sędzią powiatowym w Starym Samborze i pozostawał na tym stanowisku do 1929. Do 1934 był sędzią okręgowym śledczym w Samborze. Był członkiem samborskiego koła Zrzeszenia Sędziów i Prokuratorów RP. W latach 1934–1939 był sędzią Sądu Okręgowego we Lwowie.
Jako sędzia SO w połowie 1935 został mianowany zastępcą przewodniczącego (Ludwika Dworzaka) Okręgowej Komisji Wyborczej nr 70 we Lwowie przed wyborami parlamentarnymi w 1935. Przed wyborami parlamentarnymi w 1938 ponownie wybrany na tę funkcję. Był przewodniczącym sądu honorowego Związku Strzeleckiego. W latach 30. II Rzeczypospolitej pełnił funkcję prezesa oddziału Związku Legionistów Polskich we Lwowie.
Zmarł 8 stycznia 1980 i został pochowany na cmentarzu wojskowym przy ul. Prandoty w Krakowie.

## Odznaczenia i ordery
- Krzyż Niepodległości – 16 marca 1937 „za pracę w dziele odzyskania niepodległości”[15][3]
- Medal Pamiątkowy za Wojnę 1918–1921[3]
- Złoty Krzyż Zasługi – 22 kwietnia 1938 „za zasługi na polu pracy społecznej w Federacji Polskich Związków Obrońców Ojczyzny”[16]
- Medal Dziesięciolecia Odzyskanej Niepodległości[3]